# Boulevard de Grenelle
Pour les articles homonymes, voir Grenelle.
Le boulevard de Grenelle est une voie du 15e arrondissement de Paris.

## Situation et accès
Ce site est desservi par les stations de métro Cambronne, La Motte-Picquet - Grenelle, Dupleix et Bir-Hakeim.

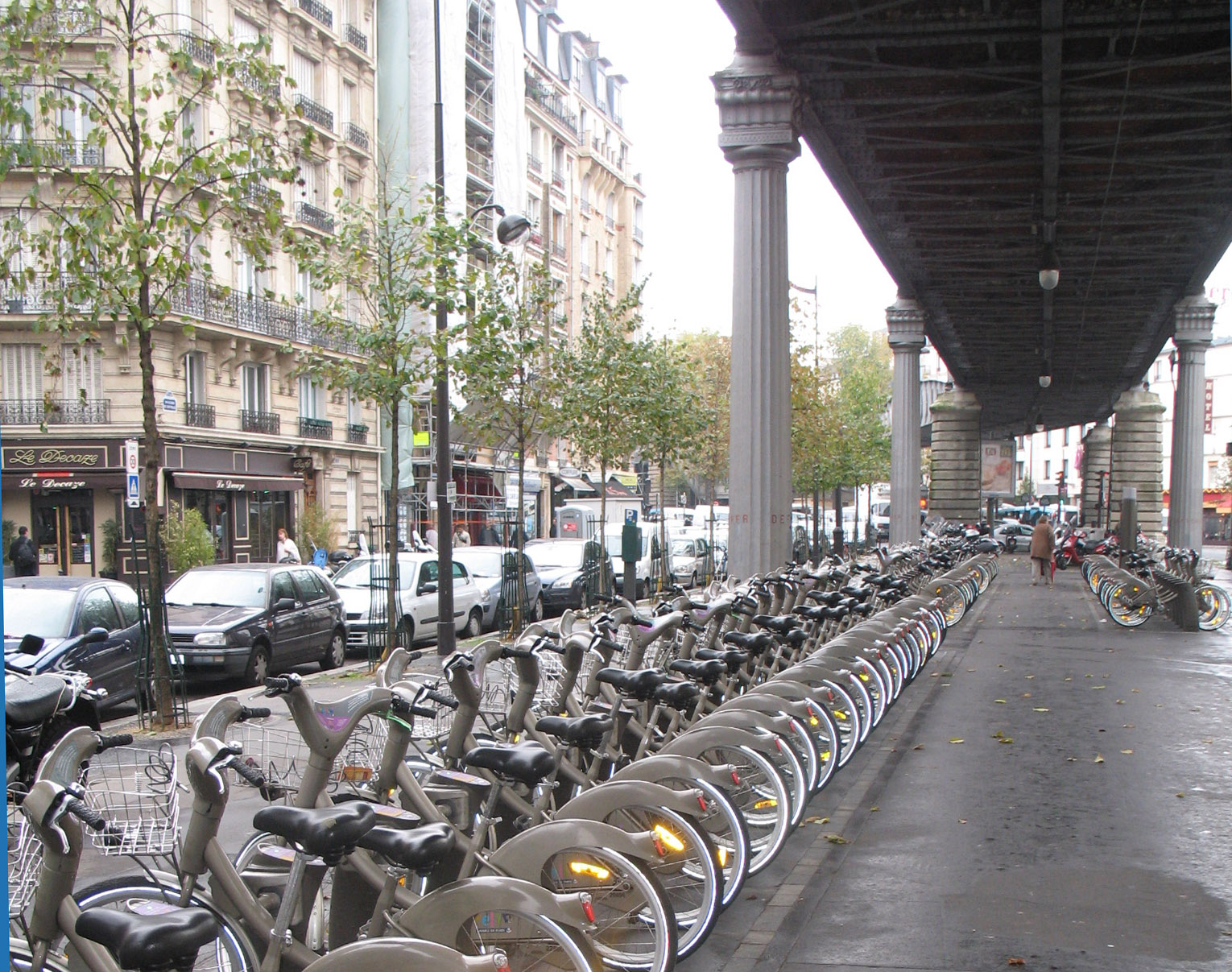
Le boulevard de Grenelle à la station de métro Dupleix.
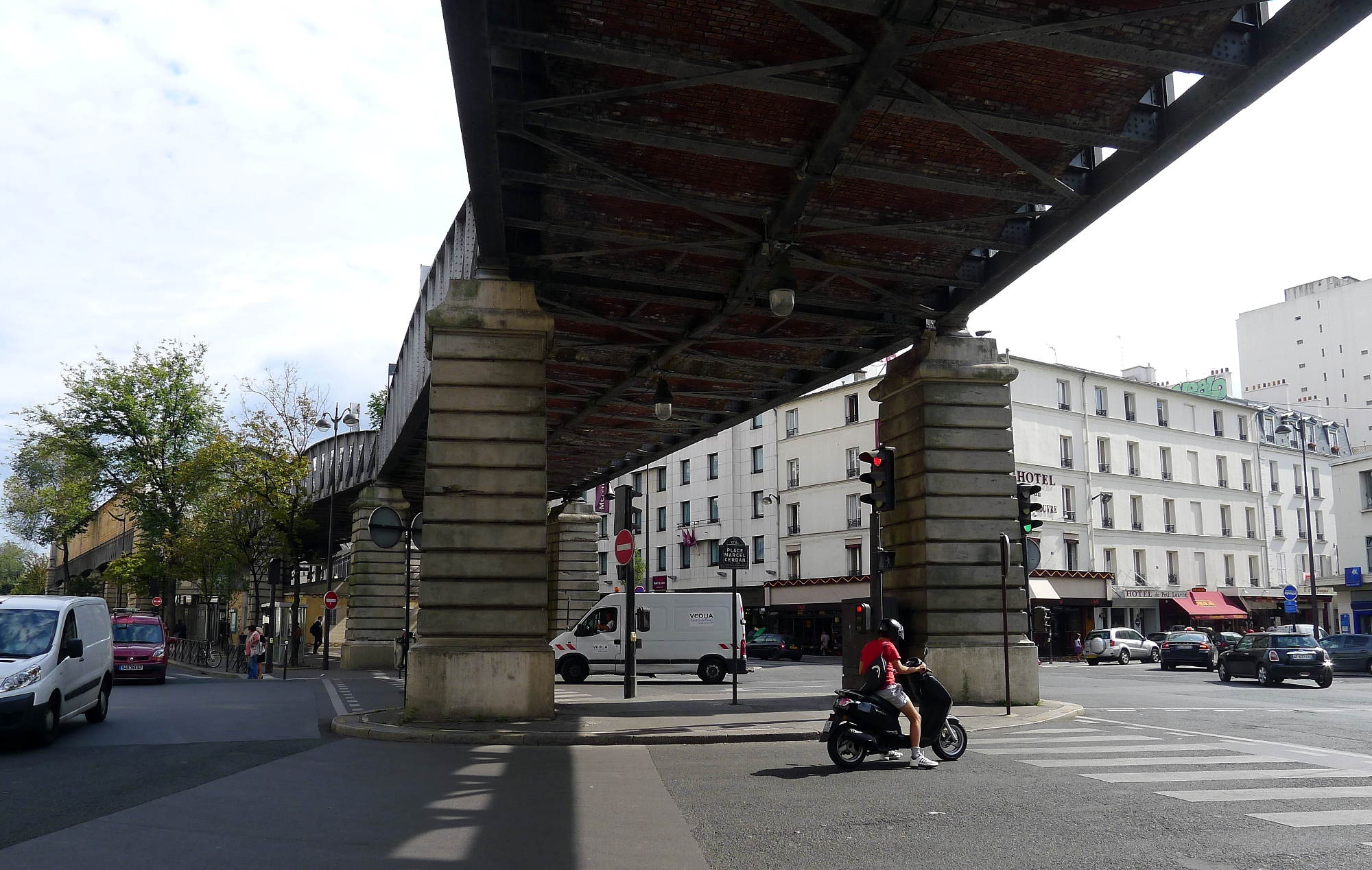
La place Marcel-Cerdan traversée par le boulevard de Grenelle. En arrière-plan, la station de métro Dupleix.

## Origine du nom
Le nom du boulevard renvoie à l’ancienne commune de Grenelle qu’elle longeait.

## Historique
Anciennement, c'était :
- à l'extérieur de l'ancien mur d'octroi :
  - le boulevard de Javel, pour la partie située entre les actuels quai de Grenelle et rue de Lourmel ;
  - le boulevard de Grenelle, pour la partie située entre les actuelles rue de Lourmel et rue du Commerce ;
  - le boulevard de Meudon, pour la partie située entre les actuelles rue du Commerce et place Cambronne ;
- à l'intérieur de l'ancien mur d'octroi :
  - le chemin de ronde de Grenelle pour la partie située entre les actuelles quai Branly et rue Daniel-Stern ;
  - une partie du chemin de ronde de l'École-Militaire, pour la partie située entre les actuelles rue Daniel-Stern et place Cambronne.

Par l’arrêté du 10 novembre 1885, la partie du boulevard de Grenelle comprise entre l'avenue de Breteuil et la place Cambronne reçut le nom de « boulevard Garibaldi ».

## Bâtiments remarquables et lieux de mémoire
Le terre-plein central est occupé par le viaduc du métropolitain (ligne 6).
- No 1 : siège du Gros-Caillou sportif. Le tabac du Vél’ d'Hiv’, café-tabac tenu par Daniel Dousset dans les années 1950.
- No 10 : siège du Parisien depuis 2017.
- Nos 44-46 : immeuble construit par Yves Lion de 1995 à 1997[1].
- No 55 : en 1958 est tourné le film Ascenseur pour l'échafaud de Louis Malle.

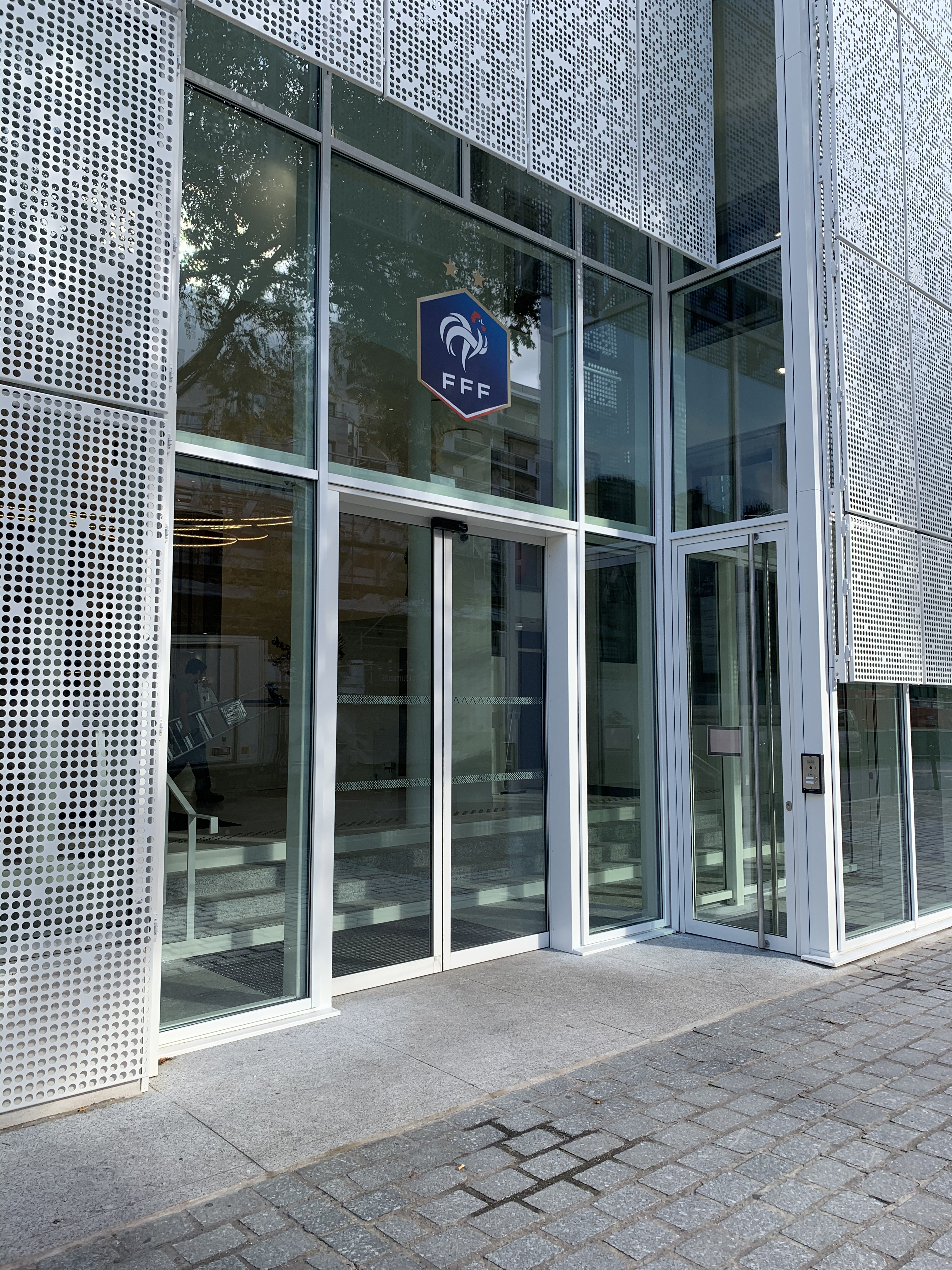
Siège de la Fédération française de football.

- Nos 59 à 63 : emplacement de la barrière de Grenelle, appelée parfois barrière des Ministres. Les pavillons construit Claude-Nicolas Ledoux ont été partiellement détruits par l’explosion de la poudrerie de Grenelle[2],[3].
- No 87 : siège de la Fédération française de football ; anciennement centre technique de l'aluminium français [4] jusque dans les années 1970-1980 (ce qui explique les bas-reliefs muraux illustrant cette métallurgie).
- No 99 : l'amiral Philippe de Gaulle y est né en 1921[5].
- No 107 : domicile du résistant Roland Agon, mort pour la Libération de Paris ; une plaque lui rend hommage au 52, avenue de La Motte-Picquet[6].
- No 123 : voie H15 qui abritait l'usine parisienne de matériel électrique de contrôle et industriel (MECI) jusque dans les années 1970 et qui est maintenant le siège de France Loisirs.
- No 131 : le latiniste, archéologue, historien et traducteur André Boulanger (1886-1958) habita à cette adresse[7].
- No 135 : sous-station électrique du métro de Paris réalisée par l'architecte Paul Friesé en 1911. Elle est chargée d'alimenter les stations en courant continu à basse tension et ce, pour faire courir moins de risques aux usagers. Cet édifice accueillait au rez-de-chaussée la salle des machines (au niveau des baies vitrées) et la salle des accumulateurs au premier étage. La façade est réalisée en briques, des piliers métalliques séparant les baies vitrées, avec trois arches à leur sommet. Désaffectée à partir des années 1960, la sous-station est devenue un local de service de la RATP vers 2000[8].

## Galerie

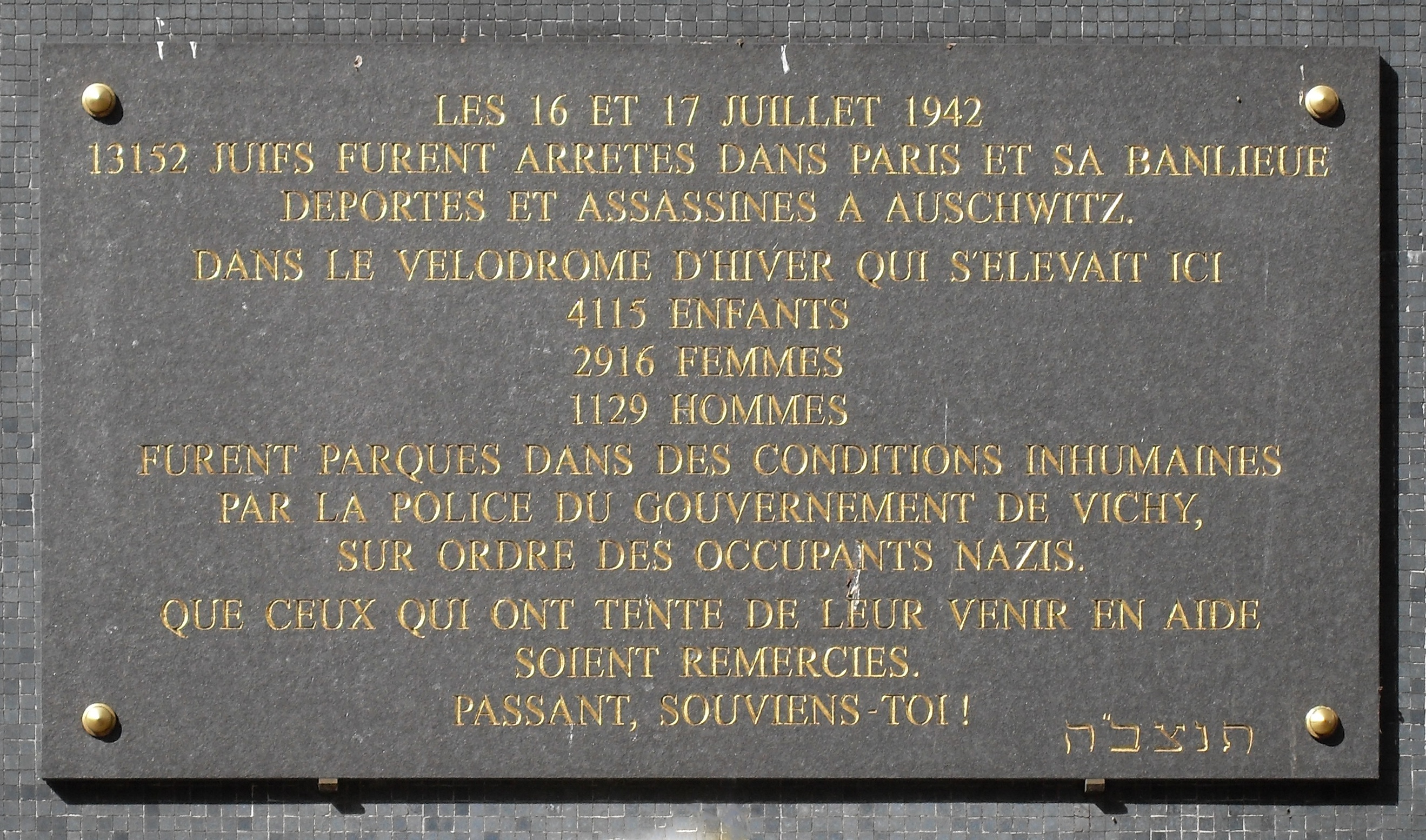
Plaque au no 8, en mémoire de la rafle du Vélodrome d'Hiver.
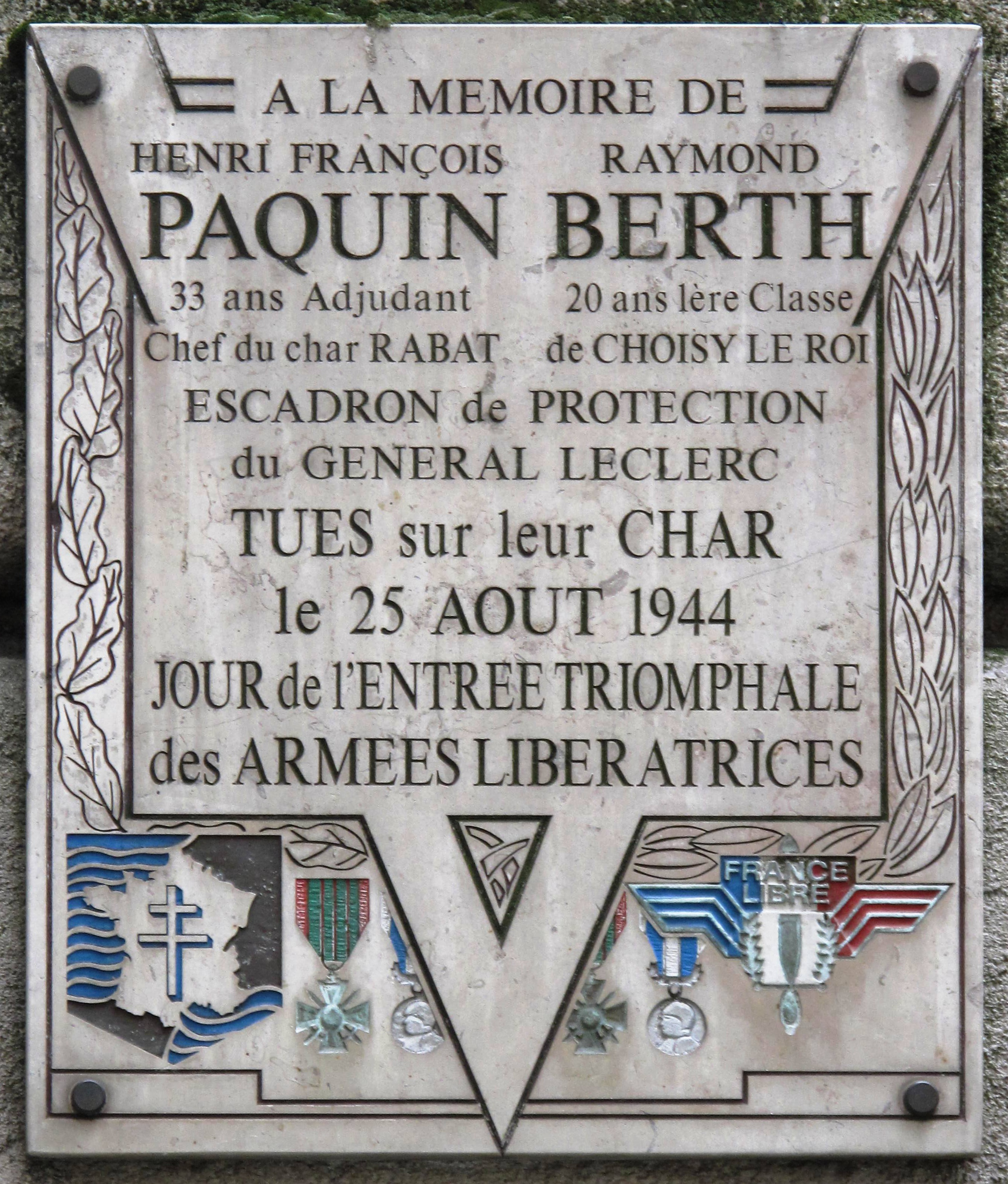
Plaque en face du no 63, au niveau de la station Dupleix, en mémoire de la Libération de Paris.
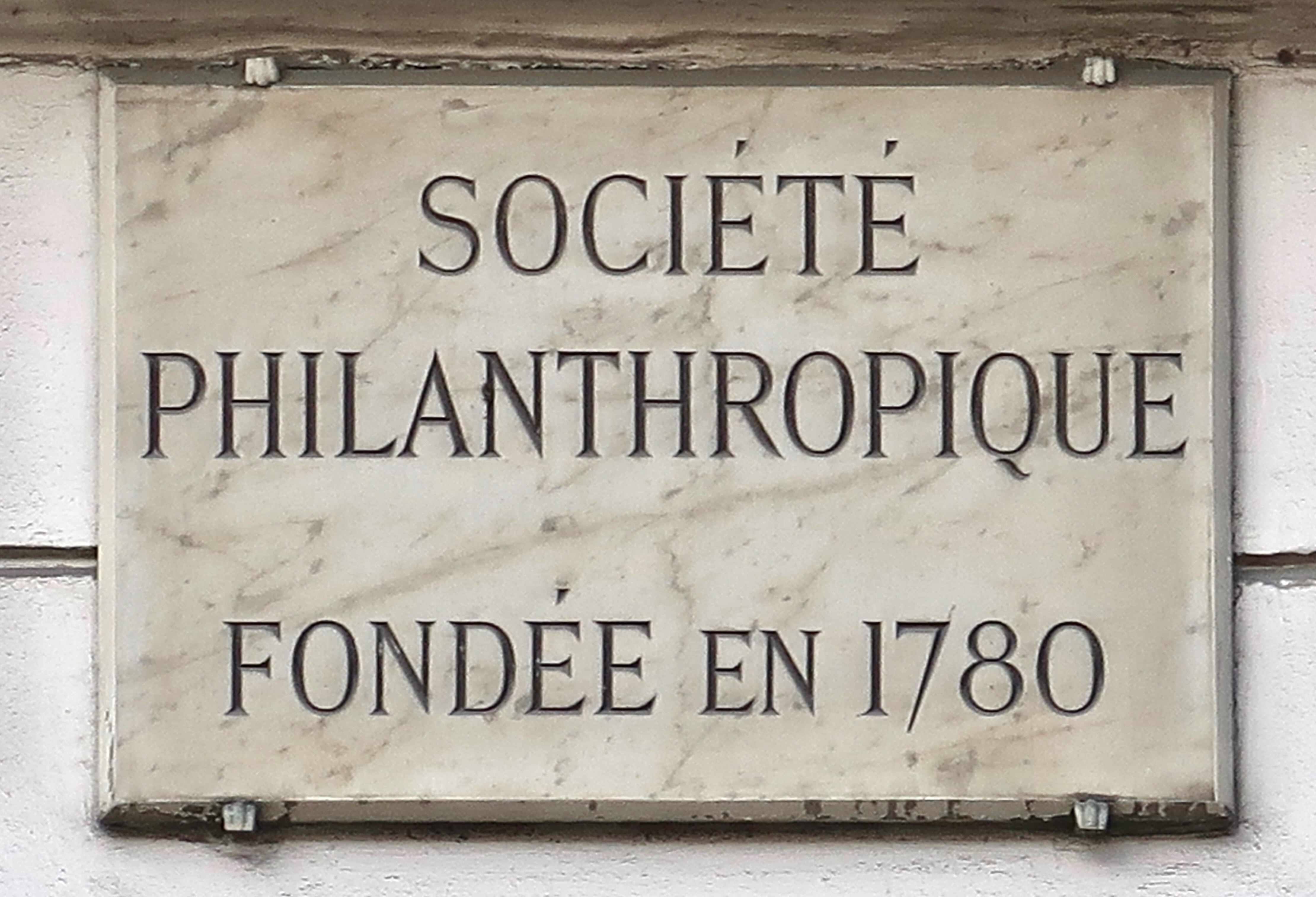
Plaque au no 65, immeuble de la Société philanthropique et centre d'accueil pour sans-abris.
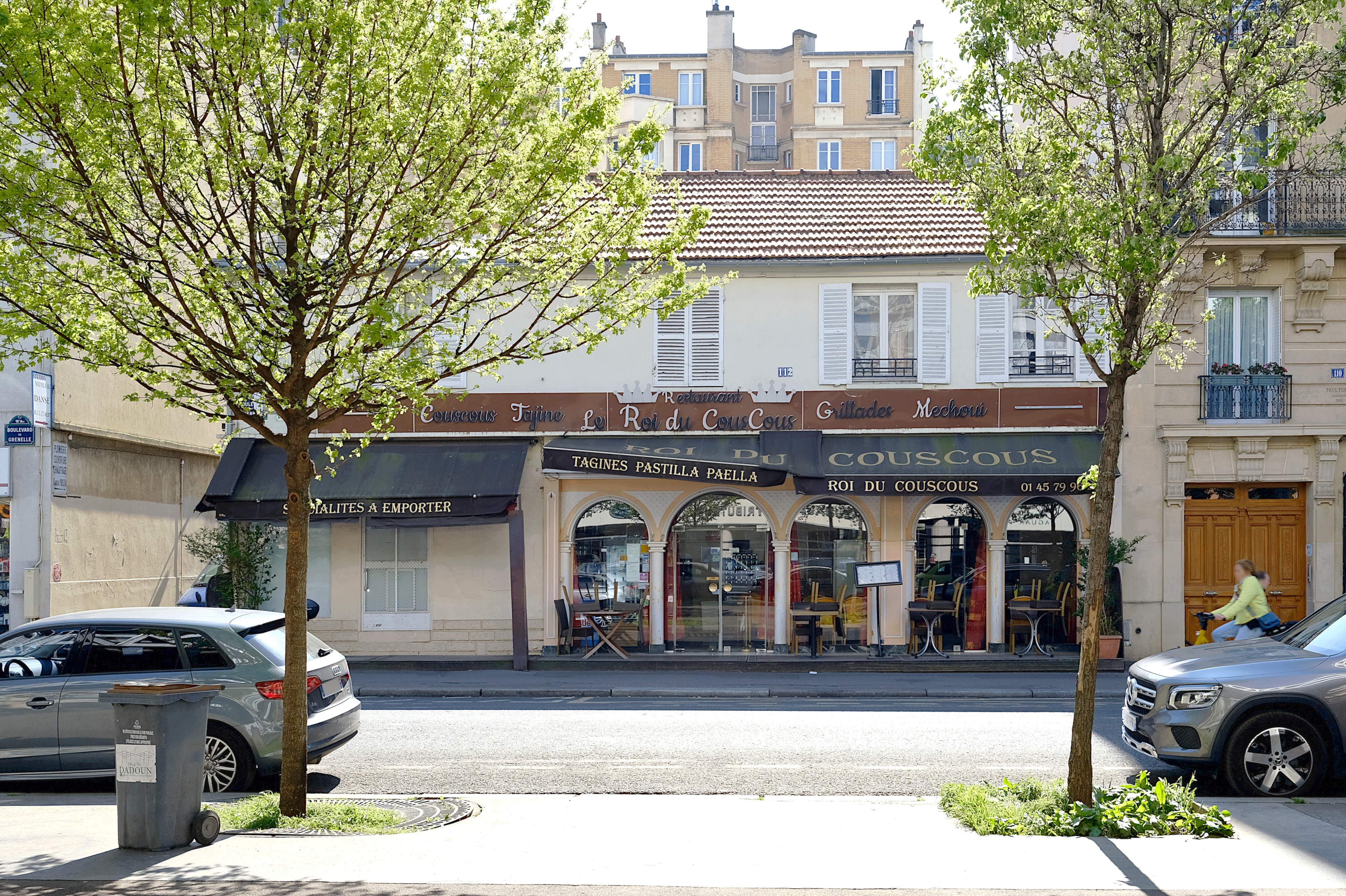
N°112 : maison de ville.
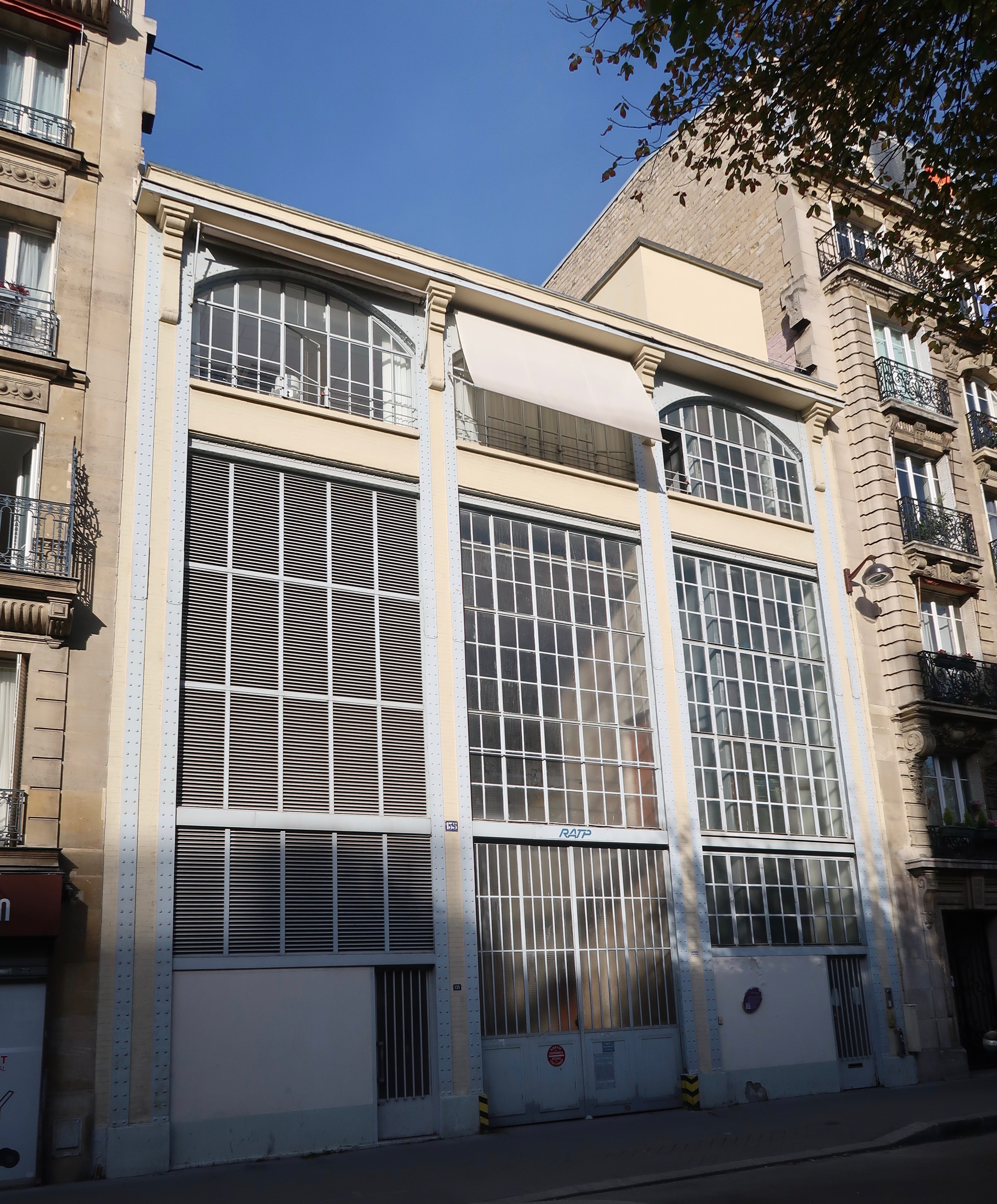
Local RATP au no 135.